# Radiomodtager
 "Radio" omdirigeres hertil. For andre betydninger af Radio, se Radio (flertydig).
En radiomodtager, radiofonimodtager eller kort radio er et apparat, som kan modtage radiofoni og omsætte signalets modulation til en brugbar form. En radiomodtager kan fx forstærke signalet og sende lydsignal ud i en højttaler, hovedtelefoner - eller data ud i en visningsenhed.
Radiomodtagere kan inddeles efter flere egenskaber. De nævnte inddelingers emner er de mest kendte - der er flere emner:
- Modulation der kan modtages - og modulation beregnet til digital eller analog fortolkning:
  - analog radio
    - AM-radio - anvender AM-modulation
    - FM-radio - anvender FM-modulation
    - SSB-radio - anvender SSB-modulation
    - analog tv

  - digital radio
    - Morsesignal radiomodtager - også kaldet CW-modtager.
    - DRM-radio - anvender Digital Radio Mondiale
    - DAB-radio - anvender Digital Audio Broadcasting
    - DVB-T2-Lite radio - anvender DVB-T2-Lite
    - digitalt tv - anvendes til fjernsyn - anvender fx DVB modulation
- Frekvensbånd der kan modtages - fx:
  - Langbølgeradio - modtager langbølgebåndet
  - Mellembølgeradio - modtager mellembølgebåndet
  - Kortbølgeradiomodtager - modtager større eller mindre dele af kortbølgebåndet
  - Verdensmodtager eller verdensradio - modtager langbølgebåndet, mellembølgebåndet og især stort set hele kortbølgebåndet.
  - Kommunikationsradiomodtager, kommunikationsmodtager - radiomodtager (typisk kortbølge men også andre bånd) med storsignalformåen, høj følsomhed, høj selektivitet - typisk med mange justeringsmuligheder. De markedsføres ikke til forbrugersegmentet, men derimod til professionelle.[1]
  - Ultra Wide Band - modtager signal, der breder sig meget frekvensmæssigt, men som fx består af tidsmæssigt smalle pulser.
- Forstærkerkomponent eller detektorkomponent teknologi:
  - modtager baseret på elektronrør (radiorør)
    - All American Five

  - transistorradio
  - diodemodtager
    - krystalmodtager

  - kohærermodtager - anvender en kohærer
- Radioforsats kredsløb - se radioforsats under afsnittet teknisk.
- Der findes mange radiomodtagere, som er tilgængelig via internettet; de kaldes internet-fjernstyrede radiomodtagere.
- Ikke radiofoni baseret: Internetradio (omfatter webradio), som anvender internettet som medium.

## Teknisk
En radiomodtager har altid en radioforsats - og kan fx have en forforstærker og en effektforstærker.
I radioantennen omdannes radiobølgerne til elektricitet. Den ledes nu via et antennekabel til forsatsen, som udvælger og forstærker den ønskede kanal i et bestemt frekvensinterval. Forsatsen foretager demodulering af det modulerede signal. I en gammeldags retmodtager detekteres signalet direkte på bærebølgens frekvens. Indførelsen af superheterodynmodtagere gav en bedre og mere stabil modtager: En stor del af radiomodtagere arbejder efter dette princip nu.